# Brad Schumacher
Bradley Darrell (Brad) Schumacher (Bowie (Maryland), 6 maart 1974) is een Amerikaans waterpoloër/zwemmer.

## Biografie
Schumacher was een goede zwemmer op de vrije slag en daarnaast ook een goede waterpoloër
Schumacher won tijdens de Olympische Zomerspelen van 1996 in eigen land de gouden medaille op de 4×100 meter vrije slag en de  4×200 meter vrije slag.
Tijdens de Wereldkampioenschappen zwemsporten 1998 won als seriezwemmer de zilveren medaille op de 4×200 meter vrije slag en met de Amerikaanse waterpoloploeg eindigde hij als zevende.
Tijdens de Olympische Zomerspelen van 2000 kwam Schumacher alleen uit in het waterpolo en eindigde als zesde.

## Internationale toernooien
| Jaar | Olympische Spelen                                          | WK Langebaan                                                           | Pan-Pacifische                                                                   |
| ---- | ---------------------------------------------------------- | ---------------------------------------------------------------------- | -------------------------------------------------------------------------------- |
| 1996 | 7e 200m vrije slag · 4x100m vrije slag · 4x200m vrije slag |                                                                        |                                                                                  |
| 1997 |                                                            |                                                                        | 14e 50m vrije slag · 7e 100m vrije slag · 9e 200m vrije slag · 4x100m vrije slag |
| 1998 |                                                            | 4x100m vrije slag · Schumacher zwom enkel de series · 7e waterpoloteam |                                                                                  |
| 1999 |                                                            |                                                                        | 13e 50m vrije slag 15e 100m vrije slag 20e 200m vrije slag                       |
| 2000 | 6e waterpoloteam                                           |                                                                        |                                                                                  |
| 2001 |                                                            | 7e waterpoloteam                                                       |                                                                                  |

1964: Clark, Austin, Ilman, Schollander ·
1968: Zorn, Rerych, Spitz, Walsh ·
1972: Edgar, Murphy, Heidenreich, Spitz ·
1984: Cavanaugh, Heath, Biondi, Gaines ·
1988: Jacobs, Dalbey, Jager, Biondi ·
1992: Hudepohl, Biondi, Jager, Olsen ·
1996: Olsen, Davis, Schumacher, Hall ·
2000: Klim, Fydler, Callus, Thorpe ·
2004: Schoeman, Ferns, Townsend, Neethling ·
2008: Phelps, Weber-Gale, Jones, Lezak ·
2012: Leveaux, Gilot, Lefert, Agnel ·
2016: Dressel, Phelps, Held, Adrian ·
2020: Dressel, Pieroni, Becker, Apple ·
2024: Alexy, Guiliano, Armstrong, Dressel
1908: Derbyshire, Radmilovic, Foster, Taylor ·
1912: Healy, Champion, Boardman, Hardwick ·
1920: McGillivray, Kealoha, Ross, Kahanamoku ·
1924: O'Connor, Glancy, Breyer, Weissmuller ·
1928: Clapp, Laufer, Kojac, Weissmuller ·
1932: Miyazaki, Yusa, Yokoyama, Toyoda ·
1936: Yusa, Sugiura, Taguchi, Arai ·
1948: Ris, McLane, Wolf, Smith ·
1952: Moore, Woolsey, Konno, McLane ·
1956: O'Halloran, Devitt, Rose, Henricks ·
1960: Harrison, Blick, Troy, Farrell ·
1964: Clark, Saari, Ilman, Schollander ·
1968: Nelson, Rerych, Spitz, Schollander ·
1972: Kinsella, Tyler, Genter, Spitz ·
1976: Bruner, Furniss, Naber, Montgomery ·
1980: Kopljakov, Salnikov, Stoekolkin, Krylov ·
1984: Heath, Larson, Float, Hayes ·
1988: Dalbey, Cetlinski, Gjertsen, Biondi ·
1992: Lepikov, Pysjnenko, Tajanovitsj, Sadovy ·
1996: Davis, Hudepohl, Schumacher, Berube ·
2000: Thorpe, Klim, Pearson, Kirby ·
2004: Phelps, Lochte, Vanderkaay, Keller ·
2008: Phelps, Lochte, Berens, Vanderkaay ·
2012: Lochte, Dwyer, Berens, Phelps ·
2016: Dwyer, Haas, Lochte, Phelps ·
2020: Dean, Guy, Richards, Scott ·
2024: Guy, Dean, Richards, Scott